# Волчецкий, Александр Евгеньевич
Алекса́ндр Евге́ньевич Волче́цкий (13 июля 1985, Минск) — белорусский гребец-каноист, выступает за сборную Белоруссии с 2005 года. Пятикратный чемпион мира, шесть раз чемпион Европы, многократный победитель республиканских и молодёжных регат, этапов Кубка мира. На соревнованиях представляет город Минск, заслуженный мастер спорта Республики Беларусь.

## Биография
Александр Волчецкий родился 13 июля 1985 года в Минске. Учился в средней общеобразовательной школе № 81, активно заниматься греблей на каноэ начал в возрасте двенадцати лет по совету одноклассника. Проходил подготовку в минской специализированной детско-юношеской спортивной школе олимпийского резерва под руководством тренера Владимира Васильевича Ведёхина, также обучался в минской государственной школе высшего спортивного мастерства, состоял в спортивном клубе Вооружённых сил. Первого серьёзного успеха добился в 2002 году, когда вместе с Дмитрием Рябченко, будущим многолетним партнёром, выиграл юношеский чемпионат Европы.
На взрослом международном уровне Волчецкий впервые заявил о себе в сезоне 2005 года, став серебряным призёром на чемпионате мира в хорватском Загребе, в программе каноэ-четвёрок на полукилометровой дистанции. Год спустя взял золото и серебро на чемпионате Европы в чешском Рачице, в четвёрках на двухстах и тысяче метрах, а позже добыл золото и серебро мирового первенства в венгерском Сегеде, в четвёрках на двухстах и пятистах метрах. Ещё через год добился серебряной и золотой наград на первенстве Европы в испанской Понтеведре, в заездах четырёхместных байдарок на 200 и 1000 метрах, кроме того, был третьим на чемпионате мира в немецком Дуйсбурге, в четвёрках на спринтерской двухсотметровой дистанции. За выдающиеся спортивные достижения по итогам сезона удостоен почётного звания «Заслуженный мастер спорта Республики Беларусь». В 2008 году получил бронзу и золото на первенстве континента в Милане, в привычной дисциплине С-4 1000 м.
В 2009 году Александр Волчецкий продолжил выступать на высочайшем уровне, в четвёрках завоевал бронзовую медаль на чемпионате Европы в немецком Бранденбурге, затем дважды стал чемпионом мирового первенства в канадском Дартмуте, опередив всех соперников на двухстах и тысяче метрах. В следующем сезоне на европейском чемпионате в испанской Трасоне выиграл сразу три медали: бронзовые в двойках на 200 и 500 м, серебряную в четвёрках на 1000 м. При этом на чемпионате мира в польской Познани защитил чемпионское звание в километровой гонке четвёрок. На чемпионате Европы 2011 года в сербском Белграде был вторым среди двухместных экипажей на полукилометровой дистанции и среди четырёхместных на километровой, а позже на чемпионате мира в Сегеде стал бронзовым и золотым призёром, в четвёрках на двухстах и тысяче метрах. Европейское первенство 2012 года провёл не менее успешно, добавил в послужной список золото и серебро соревнований в Загребе, заняв второе и первое места в заездах двоек на 200 м и четвёрок на 1000 м. В двойках пытался пройти отбор на Олимпийские игры в Лондон, однако здесь его опередили братья Александр и Андрей Богдановичи, действующие олимпийские чемпионы, ставшие на этой Олимпиаде в итоге серебряными призёрами.
После лондонской Олимпиады Волчецкий остался в основном составе белорусской национальной сборной и продолжил принимать участие в крупнейших международных регатах. Так, в 2013 году он выиграл серебряную и золотую медали на чемпионате Европы в португальском городе Монтемор-у-Велью, в двойках на двухстах метрах и в четвёрках на тысяче соответственно. В тех же дисциплинах получил бронзу и серебро на чемпионате мира в Дуйсбурге. Сезон 2014 года тоже провёл удачно, пополнил медальную коллекцию золотом с европейского первенства в Бранденбурге и серебром с мирового первенства в Москве — обе медали выиграл в своей любимой дисциплине С-4 1000 м.
Имеет высшее образование, в 2009 году окончил Белорусский государственный университет физической культуры. Женат, есть дочь Ксения.